# Музей Внутренней Монголии

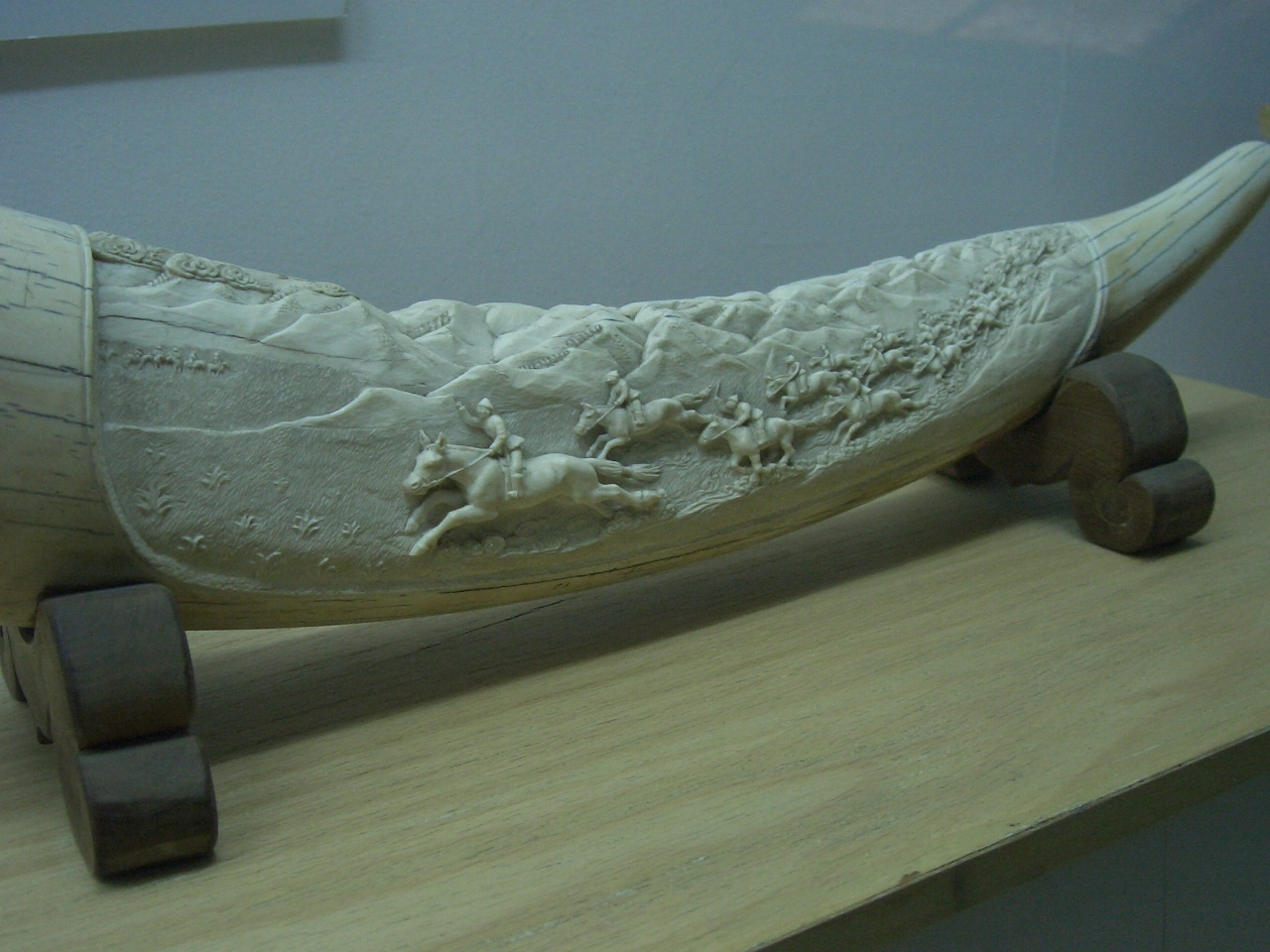
Резная кость в музее

Музей Внутренней Монголии (кит. трад. 內蒙古博物館, упр. 内蒙古博物馆, пиньинь Nèiměnggǔ Bówùguǎn, палл. Нэймэнгу Боугуань) — региональный музей в городе Хух-Хото во Внутренней Монголии, на севере Китая.
Музей был основан по случаю десятилетия создания автономного района Внутренняя Монголия, в 1957 году. Здание музея расположено на пересечении улиц Синьхуа Дацзе и Чжуншань Лу в центре города Хух-Хото, столице автономной области.
Музей насчитывает более 44000 объектов, связанных с этнической историей, в своих коллекциях. Среди них немало редких сокровищ редко встречается в Китае, особенно артефактов, связанных с северными племенами хунну, сяньби, киданей, монголов и других.
В музее представлены история и традиции кочевых монголов, представлены седла, костюмы, луки и палатки кочевников. Одними из важных предметов коллекции музея являются объекты археологических исследований. Внутренняя Монголия известна как место массовых археологических находок останков динозавров. Ярким предметом коллекции музея является скелет шерстистого носорога, найденный в угольных шахтах Маньчжурии.
Один из этажей музея посвящён Чингисхану, который в XIII веке объединил разрозненные монгольские племена и создал одну из крупнейших империй за всю человеческую историю. В музее также имеется ряд монгольских резных костей, изображающих исторические события.